# 아쉬리스카 FF
아쉬리스카 FF(Assyriska Fotbollsföreningen)는 1974년에 창단된 스웨덴 쇠데르텔리에의 축구 클럽으로, 현재 디비전 1에서 활동하고 있다.
아쉬리스카 FF는 1971년에 시리아 정교회를 믿는 터키계 아시리아인들이 중심이 되어 창단되었으며 축구단은 1974년에 창단되었다.

## 성적
- 스웨덴 컵
  - 준우승 1회 (2003)
- 스웨덴 디비전 1 북부 리그
  - 우승 1회 (2007)

## 선수 명단

### 현역
- 드미트리 주라블레프
- 크리스티안 모시스(2024 ~ )
- 타우피크 하니우이
- 칼 노버그
- 킬리언 데누알

## 역대 감독
| 감독          | 임기        |
| ------------- | ----------- |
| 짐 플랫       | 1992 ~ 1993 |
| 조제 모라이스 | 2005        |

## 같이 보기
- 쉬리안스카 FC